# Eclissi solare del 5 gennaio 1954
L'eclissi solare del 5 gennaio 1954 è stato un evento astronomico che ha avuto luogo il suddetto giorno attorno alle ore 2.32 UTC. L'eclissi, di tipo anulare, è stata visibile in alcune parti dell'Antartide, dell'Oceania (Nuova Zelanda) e dell'Oceano Pacifico.
L'eclissi è durata 1 minuto e 42 secondi e l'ombra lunare sulla superficie terrestre raggiunse una larghezza di 278 km; l'evento del 5 gennaio 1954 è stata la prima eclissi solare nel 1954 e la 125ª nel XX secolo. La precedente eclissi solare si è verificata il 9 agosto 1953, la seguente il 30 giugno 1954.

## Percorso e visibilità
L'eclissi solare anulare si è manifestata all'alba locale sulla superficie dell'oceano a circa 530 chilometri a nord della costa occidentale della Terra della Regina Maud, in Antartide. In seguito la pseudo umbra della luna si è diretta a sud ovest verso la Terra di Ellsworth per poi dirigersi a nord-ovest raggiungendo la sua massima copertura a circa 500 chilometri verso l'interno della regione appartenente alla Terra di Marie Byrd. Spostandosi gradualmente nel Pacifico verso nord-est è terminata al tramonto in Cile a circa 2100 chilometri ad ovest della punta più meridionale del paese andino. In antartide l'eclissi ha percorso territori che in seguito avrebbero ospitato stazioni scientifiche di ricerca quali quella sudafricana di SANAE IV, quelle norvegesi di Troll e Tor, la stazione di Kohnen della Germania, la stazione americana Byrd.

## Eclissi correlate

### Eclissi solari 1953 - 1956
Questa eclissi è un membro di una serie semestrale. Un'eclissi in una serie semestrale di eclissi solari si ripete approssimativamente ogni 177 giorni e 4 ore (un semestre) a nodi alternati dell'orbita della Luna.

### Ciclo di Saros 121
L'evento fa parte del ciclo di Saros 121, che si ripete ogni circa 18 anni, 11 giorni e 8 ore e comprende 71 eventi. La serie è iniziata con un'eclissi solare parziale il 25 aprile 944. Comprende eclissi totali dal 10 luglio 1070 al 9 ottobre 1809. Comprende eclissi ibride il 20 ottobre 1827 e il 30 ottobre 1845. Comprende eclissi anulari dall'11 novembre 1863 al 28 febbraio 2044. La serie termina al membro 71 con un'eclissi parziale il 7 giugno 2206. L'eclissi totale più lunga si è verificata il 21 giugno 1629, con la durata massima della totalità di 6 minuti e 20 secondi. L'eclissi anulare più lunga si verificherà il 28 febbraio 2044, con la massima durata di anularità a 2 minuti e 27 secondi. 